# متحكم خطي تربيعي غاوسي
متحكم خطي تربيعي غاوسي (يرمز له اختصاراً LQG ) هي تحوير لطريقة المتحكم أل كيو أر يتم فيها الاعتماد على ملاحظ كالمان أو مرشح كالمان لإعادة حساب الحالة.

## اقرأ أيضاً
- نظرية التحكم